# Антоніо Франко
Антоніо Франко (італ. Antonio Franco; нар. 24 березня 1937, м. Пульянелло, Італія) — ватиканський дипломат.

## Біографія
Народився 24 березня 1937 року в Пульянелло, провінція Беневенто, Італія. Доктор богослов'я та канонічного права.
З 1960 — священик. З 1972 — співробітник апостольських нунціатур у Болівії, Ірані, Франції. З 1982 по 1988 — у місії постійного спостерігача Ватикану при ООН. З 1988 по 1992 — співробітник департаменту зі зв'язків із державами Державного секретаріату Ватикану. З 28 березня 1992 по 30 травня 1999 — Апостольський Нунцій в Україні. 19 серпня 1992 — вручив вірчі грамоти Президенту України Леоніду Кравчуку. З 1999 по 2006 — Апостольський Нунцій на Філіппінах. З 06.2006 — Апостольський Нунцій в Ізраїлі, на Кіпрі. З 06.2006 — Апостольський представник в Єрусалимі і Палестині.